# Діалог про ораторів
Діалог про ораторів (лат. Dialogus de oratoribus) — твір давньоримського історика Публія Корнелія Тацита.

## Зміст
Після невеликого введення (1) Тацит розповідає, як в молодості він прийшов разом з іменитими ораторами Марком Апром і Юлієм Секундом до Куріація Матерна, який нещодавно публічно прочитав свою поему про Катона Молодшого — одного з найбільш ідеалізованих римських республіканців і борців з тиранією (2). Секунд вказує Матерну на складну політичну ситуацію, при якій небажано видавати твір, що вихваляє непримиренного захисника республіканського ладу, а Апр нападає на зловживання Матерном поезією і нагадує, що в судах слухаються справи його друзів, на захисті яких йому слід було б зосередитися; Куріацій відповідає їм (3—4). Потім Апр виголошує промову про ораторську майстерність і поезію (5—10), після Секунд висловлюється про сучасний стан ораторської справи (11—13). За зауваженням Георгія Кнабе, обмін думками виглядає «як пародія на судовий процес, з адвокатами, відповідачами та позивачами, [розповідь] пересипана жартами, заперечення висловлюються з посмішкою». Згодом до сперечальників приєднується ще й Віпстан Мессала, який залучає присутніх до обговорення змін, що відбулися в ораторській майстерності (14—41). Марк Апр виступає за оновлення стилістики та ораторських прийомів, а Мессала говорить про необхідність дотримання традицій колишніх поколінь ораторів.

## Датування
Розмова відбувається близько 75 року, але уточнити дату заважає помилка Тацита: в тексті присутня як вказівка на шостий рік правління Тіта Флавія Веспасіана (між 1 липня 74 та 1 липня 75 року), так і згадка того, що пройшло сто двадцять років з дня загибелі Марка Тулія Цицерона (тобто, після 7 грудня 76 року).
У XIX столітті «Діалог» вважали першим твором Тацита і відносили його створення приблизно до 77 року, тобто незабаром після описаної ним розмови. Пізніше такої точки зору дотримувалися, зокрема, Сергій Соболевський і Сергій Ковальов. Однак тепер вихід у світ твору відноситься до часу після вбивства Доміціана. Ряд вчених відносять написання твору приблизно до 102 року або ще більш пізнього часу, Георгій Кнабе відстоює ідею про появу «Діалогу» під час роботи над «Історією» близько 105—107 років. Остаточне датування, втім, залишається неясним. До кінця не вирішене і питання про справжність цього твору. Сучасні дослідники, як правило, погоджуються з авторством Тацита і розглядають закладені в «Діалозі» ідеї як міркування історика про причини свого переходу від ораторської кар'єри до написання історії та про вибір стилю для своїх творів.

## Особливість
В основі цього твору лежить сюжет про бесіду кількох відомих в Римі ораторів про своє ремесло і його скромному місці в суспільному житті. Твори в яких порушували питання про причини занепаду красномовства, подібні «Діалогу», були поширені в I столітті н. е., однак позиція Тацита на цю тему зовсім інша. Історичність головних героїв під питанням — іноді припускають, що принаймні Марк Апр і Куріацій Матерн — вигадані персонажі.